# Judapest
Judapest: Budapest eredetileg antiszemita élű gúnyneve.
Először Karl Lueger – Bécs polgármestere a 19. század végén – használta a szót, zsidó- és magyarellenes éllel. A magyar élclapok átvették és gyakran használták a szót. A kifejezést főleg a második világháború alatt, illetve az azt megelőző években használta a szélsőjobboldal. Használata politikai éllel bírt, mivel a szélsőjobboldal bírálta Horthy és konzervatív köre zsidótörvények meghozásától, majd a deportálásoktól tartózkodó politikáját. Hitler és az egykori kisantant országok vezetői közötti tárgyalásokon is előkerült a kifejezés mint magyarellenes élc.
Judapest.org néven 2004 és 2009 között zsidó popkulturális blog működött.